# معركة ليسنايا
تُعتَبر معركة ليسنايا إحدى أكبر معارك حرب الشمال العظمى. وقعت المعركة في 9 أكتوبر 1708 [أو، 28 سبتمبر وفقًا للتقويم القديم] بين جيشٍ روسي بلغ عدده ما بين 26,500 و29,000 رجلٍ بقيادة بطرس الأكبر قيصر روسيا، وميخائيل ميخائيلوفيتش غوليتسين، وألكسندر دانيلوفيتش مينشيكوف، وكريستيان فيليكس باور، ونيقولاي غريغوروفيتج فون فيردين، وجيش سويدي قوامه 12,500 جندي تقريبًا تحت قيادة آدم لودفيغ ليفينهاوبت وبيرنت أوتو شتاكيلبيرغ. دارت أحداث المعركة في قرية ليسنايا، الواقعة قريبًا من حدود الكومنولث البولندي الليتواني وروسيا. (فيما يُعرف في الوقت الحاضر باسم قرية لياسنايا الواقعة جنوب شرق موجيلوف في بيلاروسيا). كان السويديون في مسيرٍ برفقة قافلةٍ ضمّت أكثر من 4,500 عربة لإمداد قوات جيشهم الرئيسية في أوكرانيا.
اعترض بطرس الكبير الأول قافلة ليفينهاوبت بنيّة تدميرها قبل أن تصل سالمةً إلى مناطق نفوذ الملك السويدي كارل الثاني عشر. بعد مرور ثماني ساعات من القتال خلّفت خسائر فادحة في الأرواح، لم يتمكّن أي من الطرفين تحقيق النصر. ومع اقتراب الليل، قرر الروس الانحياز إلى أقرب غابة يجدونها بقصد البقاء حتى صباح اليوم التالي لمواصلة القتال. لكن السويديين حافظوا على تشكيلاتهم القتالية لعدة ساعات خلال الليل، متأهّبين لاحتمالية تجدُّد الهجوم. نظرًا لغياب مؤشراتِ تجدد القتال أو التقارير الاستخبارية التي تشي بوصول مزيد من التعزيزات الروسية، انسحب السويديون بدورهم من أرض المعركة، بهدف مواصلة المسير نحو الجيش الرئيسي.
بسبب خشيته من وقوع مطاردة روسية واسعة النطاق لجيشه، قرر ليفينهاوبت حرق معظم العربات والمدافع أو التخلي عنها من أجل الإسراع في المسير. خلال تنفيذ ذلك، قرر العديد من الجنود السويديين نهب العربات المهجورة والسُكر. فضاع الآلاف منهم في الغابات، ووقع الكثير منهم تحت رحمة سلاح الفرسان الروسي غير النظامي. سرعان ما عبر ليفينهاوبت نهر سوج مع بقية جيشه، ليجد نفسه في منطقة آمنة نسبيًا. بعد بضعة أيام، التحق بالملك كارل الثاني عشر في روكوفا، ولم يكن معه سوى القليل من عربات القافلة، ولم يتبق سوى نصف جيشه. وسرعان ما واصل الاثنان مسيرهما نحو أوكرانيا، ووجدا نفسيهما في نهاية المطاف منخرطَين في معركة بولتافا والاستسلام في بيريفولوتشنا التي أصابت الجيش السويدي بالعجز التام، والتي تُعرف بكونها نقطة التحول في الحرب.

## خلفية المعركة
في العام 1700، تعرضت السويد، تحت حكم كارل الثاني عشر، لهجوم شنّه تحالفٌ ضمّ دوقية ساكسونيا، وروسيا، والدنمارك، والنرويج. غزت ساكسونيا، في عهد أغسطس الثاني القوي، مستوطنة ليفونيا السويدية وسرعان ما هاجمت مدينة ريغا. في تلك الأثناء، هاجمت الدنمارك والنرويج بقيادة فريدريك الرابع ملك الدنمارك دوقية هولشتاين-غوتورب الحليفة السويدية بقصد تأمين مؤخرة الجيش، وذلك قبل بدء الغزو المخطط لمنطقة سكونا، التي استولت عليها السويد سابقًا بموجب معاهدة روسكيلده في العام 1658. بعد مدة وجيزة، اجتاحت روسيا بقيادة بطرس الأول إنغيريا السويدية وحاصرت مدينة نارفا الإستراتيجية. نظرًا لعدم استعدادهم لهذه التطوّرات، اضطُرّ السويديون لخوض الحرب على ثلاث جبهات في الآن ذاته.
حُيّدت جيوش الدنمارك والنرويج من الحرب بسرعة خاطفة نتيجة للإنزال السويدي الجريء على هومبليك، مما أفضى إلى معاهدة سلام ترافيندال. وبعدها أُجبر الروس على وقف حملتهم في إنغيريا بعد هزيمتهم الساحقة في معركة نارفا. بعد ذلك هزَم السويديون الساكسونيين، والبولنديين، والروس في معركة دفينا. وسرعان ما غزت السويد الكومنولث البولندي الليتواني من أجل الإطاحة بأغسطس عن العرش البولندي. وحملت المعارك المستتبعة اسم الغزو السويدي لبولندا.
بعد عدة هزائم مُني بها في معارك كليزوف، وكاركوف، وبولتوسك، وتورن، أُطيحَ بأغسطس أخيرًا لصالح الملك الذي نصبه السويديون، ستانيسلاف ليزينسكي، والذي توج ملكًا في العام 1705. أثناء ذلك، تمكّن الروس من انتزاع العديد من مناطق السيطرة السويدية في دول البلطيق؛ كان منها حصون نوتيبوري، ونينسكانس، ودوربات، ونارفا وغيرها.
في العام 1705 استعد الطرفان لموقعة نهائية في الكومنولث البولندي الليتواني، إذ نزلَ الروس بكامل قوتهم لإعادة أغسطس إلى العرش. بعد معارك غيماورتهوف، ووارسو، وغرودنو، وفراوشتات، حُسمت المواجهة لصالح السويديين الذين طاردوا أعدائهم خارج بولندا في العام 1706 ثم غزوا ساكسونيا، حيث أيقن أوغسطس بهزيمته، وأجبر على توقيع معاهدة ألترانشتيت للسلام. لم يتبقّ أمام السويديين سوى خطر رئيسي واحد، فقرروا غزو روسيا في العام 1707. بعد فترة من القتال ضد الروس بقيادة بطرس الأول، سرعان ما استدعى الملك السويدي تعزيزات من ليفونيا حيث كان آدم لودفيغ ليفينهاوبت القائد الأعلى للقوات المسلحة.

## مقدمات المعركة
في أوائل أبريل من العام 1708، زار حاكم ريغا، آدم لودفيغ ليفينهاوبت، كارل الثاني عشر في المقرّ الشتوي للجيش الملكي في راداشكوفيشي لمناقشة إستراتيجية الحرب واستلام أوامر الحملة الدائرة ضد روسيا. في داراشكوفيشي تلقّى ليفينهاوبت الأمر بالحصول على كميات كبيرة من الإمدادات والعربات التي يمكن أن تكفي قوات الجيش الرئيسية لمدة ثلاثة أسابيع تقريبًا. وبعد إتمامه جمع الإمدادات، توجّب على ليفينهاوبت أن يجنّد أكبر عدد ممكن من رجال المنطقة، دون إفراغ الحاميات تمامًا. ثم توجّب على ليفينهاوبت استخدام تلك القوّة لمرافقة قافلة الإمدادات واللحاق بالجيش الرئيسي بقيادة كارل الثاني عشر في موجيلوف، مع بداية شهر أغسطس.
في مايو من نفس العام، عاد ليفينهاوبت إلى ريغا لتنفيذ المهمة، والتي ثبت صعوبتها. عانت الأراضي القريبة بسبب الحملات العسكرية في سنوات حرب الشمال العظمى، كما استُنزفت الكثير من الموارد الضرورية. في أوائل يونيو، صدرت الأوامر الملكية لقافلة الإمداد –التي كان ليفينهاوبت يجمعها– ببدء المسير للحاق بكارل الثاني عشر في موجيلوف، وفقًا للجدول الزمني المتفق عليه. ومع ذلك، لم تكن القافلة مستعدة أبدًا للانطلاق بسبب الصعوبات في حشدها. ولم تجهز سوى مع بداية شهر يوليو، بعد أن تأخرت ثلاثة إلى أربعة أسابيع عن الجدول الزمني المحدد، وعانت من نقص كبير في الرجال، إذ كان من المفترض أن يُحشَد 20,000 رجلًا، إنما لم يُحشَد سوى 13,000 جنديًا جاهزين للمسير.

### قافلة ليفينهاوبت
سارت القافلة بحركةٍ أبطأ مما كان متوقعًا، إذ حولت الأمطار الغزيرة الطرقات إلى حالة طينية، وطافت الأنهار بالمياه، وهو ما أسفر عن صعوبة بالغة في عبورها. وهكذا، لسوء حظ ليفينهاوبت وكارل الثاني عشر، راح موعد وصول القافلة يتأخّر مرة بعد مرة. بالرغم من ذلك، بعد عدة أسابيع من الانتظار وعدم وصول أخبار من ليفينهاوبت، حصل تغيير مفاجئ في الخطط، فقد اكتشف كارل الثاني عشر أن موقعه في موجيلوف غير نهائيّ، وبدلًا من ذلك قرر في 26 سبتمبر التخلي عن معسكراته هناك والزحف جنوبًا نحو سيفيريا في أوكرانيا، على أمل أن يصله ذلك المخزون الرئيسي من الإمدادات قبل حلول الشتاء. بالتزامن مع ذلك، كان ليفينهاوبت على بعد حوالي 135 كيلومترًا (أي، 90 ميلًا) من كارل الثاني عشر. وفي 28 سبتمبر، تلقى أوامرَ جديدة لملاقاته في ستارودوب، وبدأ في السير جنوبًا هو الآخر. مرت قافلته بين موجيلوف وهوركي في طريقها إلى بروبويسك على نهر سوج.